# Testudo atlas
La tortuga atlas (Testudo atlas) es una especie extinta de tortuga de la familia Testudinidae, cuyos restos proceden de la India. Es la tortuga terrestre más grande que ha existido; alcanzaba los 2,5 m de longitud (más de 2 veces la longitud de las tortugas gigantes de hoy) y hasta 4 toneladas de peso. Sus patas, como de elefante, se proyectaban a los lados del cuerpo y sostenían el pesado caparazón del dorso. Las almoahadillas en la planta de sus compactas patas distribuían el gran peso entre los cinco dedos de cada pata, de robustas uñas. Es probable que haya sido herbívora como sus parientes actuales. Ante un peligro, podría meter la cabeza y las patas en su pesado caparazón óseo para protegerse.

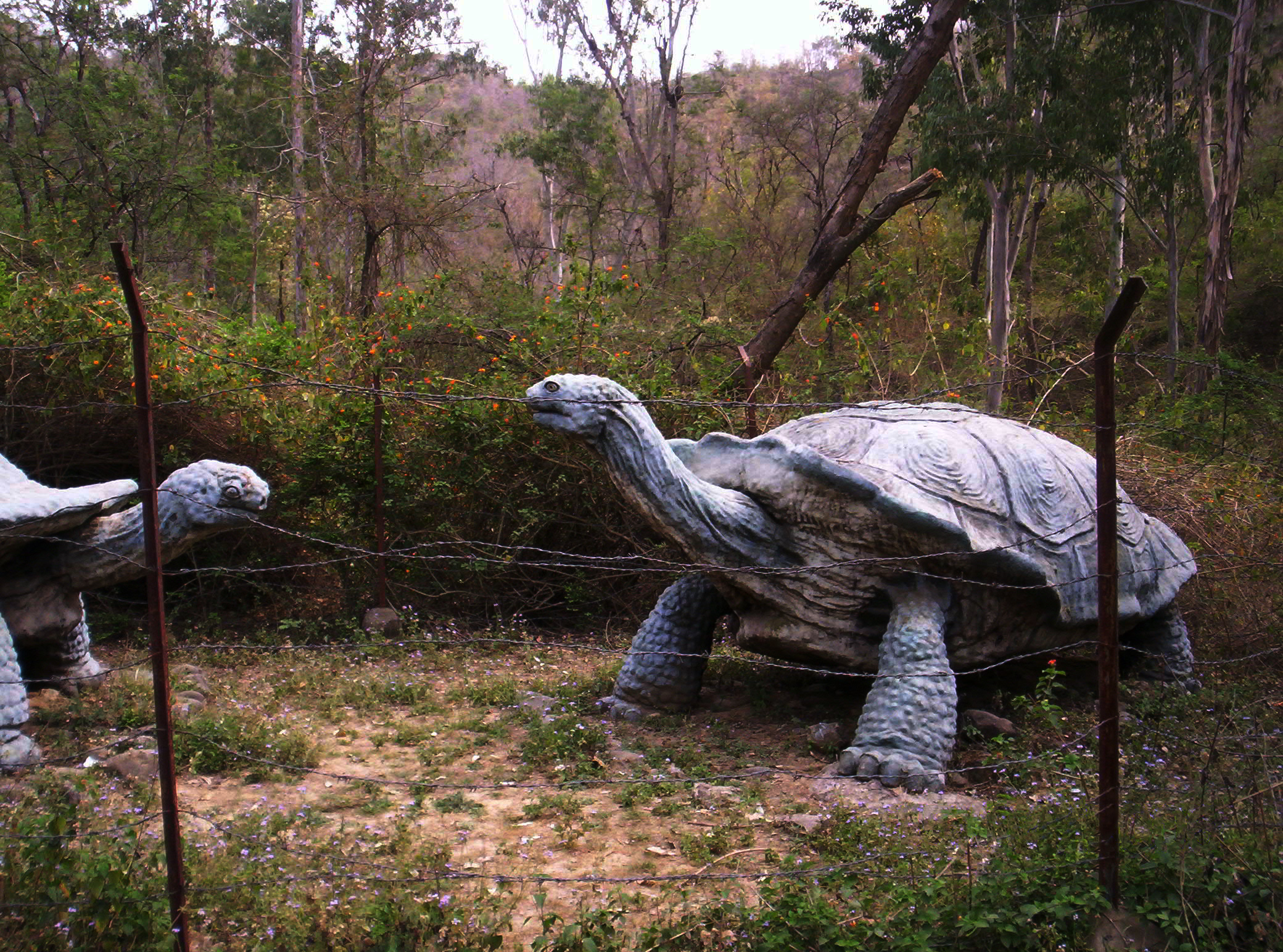
Reconstrucción de Testudo atlas

Es una tortuga del Pleistoceno, hace unos  2 millones de años. Tenía una área de distribución que iba desde el oeste de la India y de Pakistán (posiblemente hacia el oeste hasta el sur y el este de Europa) hasta el este en Timor, en Indonesia. 